# Michela Magas
Michela Magas (Rijeka) es diseñadora, emprendedora y especialista en innovación, de nacionalidad croata-británica, y es la primera mujer de la Economía creativa en recibir el premio Mujer Innovadora Europea del Año otorgado por la Comisión Europea.

## Trayectoria
Es hija de los arquitectos Olga y Boris Magaš, y se crio en Rijeka, Croacia, donde se educó en escuelas primarias y secundarias italianas. Completó su formación en el Royal College of Art de Londres en 1994, lo que le proporcionó una sólida base para su enfoque interdisciplinario hacia la innovación. Inició su carrera profesional participando en la expansión global del periódico económico británico Financial Times hasta el año 2000, donde llegó a ser Editora de Arte.
Posteriormente, cofundó en 2000 junto con Peter Russell-Clarke el laboratorio Stromatolite Design Innovation Lab con sede en Londres, donde trabajó en el desarrollo de conceptos futuristas con clientes como Nike, Nokia y Apple. Estas experiencias iniciales marcaron el inicio de una trayectoria dedicada a liderar iniciativas innovadoras en la intersección de la creatividad y la tecnología.
Es también la fundadora del Music Tech Fest, una serie de laboratorios de innovación, festivales y eventos que fomentan la innovación a través del trabajo creativo, especialmente la música. Además, preside la fundación Industry Commons Foundation.

## Reconocimientos
Magas ha sido galardonada con numerosos premios y distinciones por sus contribuciones al campo de la innovación. En 2016, la Comisión Europea le otorgó el Premio Luminary de Innovación Creativa, y al año siguiente, en 2017, fue reconocida como la Mujer Innovadora Europea del Año, destacando sus logros y liderazgo en el ámbito.
Posteriormente, en diciembre de 2019 fue reconocida como "Outstanding Peer Reviewer" (evaluadora destacada) por Leonardo, Sociedad Internacional para las Ciencias de Artes y Tecnología (Leonardo/ISAST).